# Nastas'sja Jakimava
Anastasija "Nastassja" Aljakseeŭna Jakimava, accreditata come Anastasiya Yakimova dalla WTA (in bielorusso Анастасія (Настасся) Аляксееўна Якімава?; in russo Анастасия Алексеевна Екимова?, Anastasija Alekseevna Ekimova; Minsk, 1º novembre 1986), è una tennista bielorussa.

## Biografia
Nata dai sovietici Aleksej Ekimov e Viktorija, iniziò a praticare il tennis all'età di sette anni. Vinse nel 2006 l'Istanbul Cup 2006 - Doppio esibendosi con Al'ona Bondarenko sconfiggendo in finale Sania Mirza e Alicia Molik con un punteggio di 6–2, 6–4.
Vinse il Tashkent Open 2007 - Doppio in coppia con Kacjaryna Dzehalevič sconfiggendo in finale Tat'jana Puček e Anastasija Rodionova con il punteggio di 2–6, 6–4, [10–7].
Nello stesso anno all'Australian Open 2007 - Singolare femminile arrivò al terzo turno e dopo aver perso un primo set si ritirò di fronte a Lucie Šafářová.
L'anno successivo all'Open di Francia 2008 - Singolare femminile si fermò al secondo turno, mentre nel 2009 al torneo di Wimbledon 2009 - Singolare femminile venne eliminata da Nadia Petrova

## Statistiche

### Doppio

#### Vittorie (2)
| Legenda               |
| --------------------- |
| Grande Slam (0)       |
| Ori Olimpici (0)      |
| WTA Championships (0) |
| Tier I (0)            |
| Tier II (0)           |
| Tier III (1)          |
| Tier IV (1)           |
| Tier V (0)            |

| N. | Data            | Torneo                  | Superficie  | Partner              | Avversarie in finale                | Punteggio        |
| 1. | 27 maggio 2006  | Istanbul Cup, Istanbul  | Terra rossa | Al'ona Bondarenko    | Sania Mirza Alicia Molik            | 6–2, 6–4         |
| 2. | 1º ottobre 2007 | Tashkent Open, Tashkent | Cemento     | Kacjaryna Dzehalevič | Tat'jana Puček Anastasija Rodionova | 2-6, 6-4, [10-7] |

#### Sconfitte (1)
| Legenda               |
| --------------------- |
| Grande Slam (0)       |
| Argenti Olimpici (0)  |
| WTA Championships (0) |
| Premier Mandatory (0) |
| Premier 5 (0)         |
| Premier (0)           |
| International (1)     |

| N. | Data             | Torneo                  | Superficie  | Compagna     | Avversarie in finale              | Punteggio   |
| 1. | 21 febbraio 2010 | Copa Colsanitas, Bogotà | Terra rossa | Ol'ha Savčuk | Gisela Dulko Edina Gallovits-Hall | 2-6, 6(6)-7 |

## Risultati in progressione
| Sigla | Risultato               |
| ----- | ----------------------- |
| V     | Vincitore               |
| F     | Finalista               |
| SF    | Semifinalista           |
| O     | Oro olimpico            |
| A     | Argento olimpico        |
| SF    | Bronzo olimpico         |
| QF    | Quarti di Finale        |
| 4T    | Quarto turno            |
| 3T    | Terzo turno             |
| 2T    | Secondo turno           |
| 1T    | Primo turno             |
| RR    | Round Robin             |
| LQ    | Turno di qualificazione |
| A     | Assente                 |
| ND    | Non disputato           |

| Legenda superfici    |
| -------------------- |
| Cemento              |
| Terra battuta        |
| Erba                 |
| Superficie variabile |

### Singolare
| Tornei del Grande Slam    |               |               |               |               |               |               |               |               |               |               |               |         |             |             |
| Australian Open           | A             | A             | A             | A             | 1T            | 1T            | 3T            | LQ            | 1T            | 1T            | Q1            | 1T      | 0 / 6       | 2–6         |
| Open di Francia           | A             | A             | A             | Q1            | 1T            | 2T            | 1T            | 2T            | 1T            | Q2            | 1T            | 1T      | 0 / 7       | 2–7         |
| Wimbledon                 | A             | A             | A             | Q1            | Q2            | 1T            | 1T            | QR            | 1T            | 1T            | 2T            | 2T      | 0 / 6       | 2–6         |
| US Open                   | A             | A             | A             | A             | QR            | 1T            | Q1            | Q1            | 1T            | Q2            | 2T            | Q1      | 0 / 3       | 1–3         |
| Vittorie-sconfitte        | 0 – 0         | 0 – 0         | 0 – 0         | 0 – 0         | 0 – 2         | 1 – 4         | 2 – 3         | 1 – 1         | 0 – 4         | 0 – 2         | 2 – 3         | 1 – 3   | 0 / 22      | 7 – 22      |
| Giochi Olimpici           |               |               |               |               |               |               |               |               |               |               |               |         |             |             |
| Giochi olimpici estivi    | Non disputato | Non disputato | Non disputato | A             | Non disputato | Non disputato | Non disputato | A             | Non disputato | Non disputato | Non disputato | A       | 0 / 0       | 0 – 0       |
| WTA Premier Mandatory     |               |               |               |               |               |               |               |               |               |               |               |         |             |             |
| Indian Wells              | A             | A             | A             | A             | 1T            | 2T            | 1T            | A             | 2T            | Q1            | Q1            | 1T      | 0 / 5       | 2–5         |
| Miami                     | A             | A             | A             | A             | QR            | 2T            | 2T            | A             | 3T            | Q1            | 2T            | 1T      | 0 / 5       | 5–5         |
| Madrid                    | Non disputato | Non disputato | Non disputato | Non disputato | Non disputato | Non disputato | Non disputato | Non disputato | A             | A             | A             | A       | 0 / 0       | 0–0         |
| Pechino                   | Non disputato | Non disputato | Non disputato | Non Tier I    | Non Tier I    | Non Tier I    | Non Tier I    | Non Tier I    | A             | A             | A             | A       | 0 / 0       | 0–0         |
| WTA Premier 5             |               |               |               |               |               |               |               |               |               |               |               |         |             |             |
| Dubai                     | Non Tier I    | Non Tier I    | Non Tier I    | Non Tier I    | Non Tier I    | Non Tier I    | Non Tier I    | Non Tier I    | A             | A             | A             | Q1      | 0 / 0       | 0–0         |
| Doha                      | Not Tier 1    | Not Tier 1    | Not Tier 1    | Not Tier 1    | Not Tier 1    | Not Tier 1    | Not Tier 1    | A             | Non disputato | Non disputato | NP5           | 1T      | 0 / 1       | 0–1         |
| Roma                      | A             | A             | A             | A             | A             | A             | A             | A             | A             | A             | A             | A       | 0 / 0       | 0–0         |
| Canada                    | A             | A             | A             | A             | A             | A             | A             | A             | A             | A             | A             | A       | 0 / 0       | 0–0         |
| Cincinnati                | Non disputato | Non disputato | Non disputato | Non Tier I    | Non Tier I    | Non Tier I    | Non Tier I    | Non Tier I    | A             | A             | A             | A       | 0 / 0       | 0–0         |
| Tokyo                     | A             | A             | A             | A             | A             | A             | A             | A             | A             | A             | 1T            | A       | 0 / 1       | 0–1         |
| Career Statistics         |               |               |               |               |               |               |               |               |               |               |               |         |             |             |
| Tornei disputati          | 0             | 1             | 11            | 17            | 25            | 24            | 25            | 28            | 22            | 31            | 31            | 23      | 238         | 238         |
| Titoli                    | 0             | 0             | 0             | 0             | 0             | 0             | 0             | 0             | 0             | 0             | 0             | 0       | 0           | 0           |
| Finali                    | 0             | 0             | 0             | 0             | 0             | 0             | 0             | 0             | 0             | 0             | 0             | 0       | 0           | 0           |
| Vittorie-sconfitte totali | 0 – 0         | 4 – 1         | 26 – 11       | 37 – 17       | 36 – 25       | 39 – 24       | 24 – 26       | 44 – 26       | 36 – 20       | 36 – 30       | 42 – 29       | 23 – 24 | 0 / 238     | 339 – 233   |
| Ranking di fine anno      | –             | –             | 288           | 177           | 101           | 69            | 121           | 113           | 98            | 121           | 62            | 253     | 1 071 318 $ | 1 071 318 $ |